# Munona haxairei
Munona haxairei là một loài bướm đêm thuộc phân họ Arctiinae, họ Erebidae.